# Gniew
Gniew (germană Mewe; cașubiană Gniéw) este un oraș în Polonia.